# アズ・ブラッド・ランズ・ブラック
アズ・ブラッド・ランズ・ブラック(英: As Blood Runs Black 略称「ABRB」)は2003年に結成されたロサンゼルス出身のデスコアバンド。現在までに3枚のフルアルバムをリリースしている。

## メンバー

### 現在のメンバー
- Hector "Lech" De Santiago – ドラム (2003–2007, 2009年-現在)
- Nick Stewart – ベース (2005年-現在)
- Greg Kirkpatrick – リズムギター (2010年-現在)
- Christopher Bartholomew – ボーカル (2012年-現在)

| - Enrique Martin, Jr. – ボーカル (2003–2004年) - Louie Ruvalcaba – ボーカル (2003–2005年) - Kyle Hasenstaab – ギター (2003–2005年) - Bijon Roybal – ギター (2003–2005年) - Richard Reyes – ベース (2003–2004, 2004–2005年) - Jose "Peke" Davila – ベース (2004年) - Chris Blair – ボーカル (2004–2009年) - Ernie Flores – ギター (2005–2010年) - Sal Mendez – ギター (2005–2008年) - Ryan Halpert – ドラム (2007–2009年) - Jonny McBee – ボーカル (2009年) - Ken Maxwell – ボーカル (2010年) - Sonik Garcia – ボーカル (2010–2012年) - John Mishima – ボーカル (2010–2014年) - Dan Sugarman – リードギター (2010年-2014年) | - Ryan Thomas – ドラム (2007年) - Danny Leal – ボーカル (2009年) - Nita Strauss – ギター (2010–2011年) - Roman Koester – ギター (2013–2014年) - Cody Stuart – ギター (2014年) |

## ディスコグラフィー
スタジオ・アルバム
- Allegiance  (2006年)
- Instinct (2011年)
- Ground Zero (2014年)